# Sajania
Sajania, fosilni rod crvenih algi , jedini u porodici Sajaniaceae. Jedina vrsta je S. fasciculata